# Microsteira ambongensis
Microsteira ambongensis är en tvåhjärtbladig växtart som beskrevs av Arenes. Microsteira ambongensis ingår i släktet Microsteira och familjen Malpighiaceae. Inga underarter finns listade i Catalogue of Life.